# Poesia lírica de l'antiga Grècia
La poesia lírica de l'antiga Grècia és el conjunt de poemes escrits des del VII aC fins a la conquesta romana en els diversos dialectes del grec antic. El grup dels nou poetes lírics són els autors més cèlebres d'aquest gènere.
Els poemes estaven pensats per ser recitats de manera oral, sovint acompanyats d'un instrument com una lira, d'on deriva el nom del gènere literari de "lírica". Aquest caràcter oral, i de vegades fins i tot improvisat, fa que no s'hagin conservat molts poemes clàssics i que alguns només siguin coneguts de manera indirecta. Durant els banquets o simposis dels poderosos es contractaven cantors que recitaven les peces més populars o algunes creades per a l'ocasió. Els temes determinaven els metres empleats i sovint l'acompanyament (tant musical com el nombre de veus que recitaven) i els temes sorgien de l'ocasió de recitació (banquets, competicions atlètiques, elogis públics, etc.) 
Els gèneres més destacats eren l'oda o cançó amorosa o existencial, l'epitalami o poema nupcial, l'elegia o cant fúnebre, el iambe satíric, el cant peànic coral i el ditirambe.